# Markus Schieferdecker

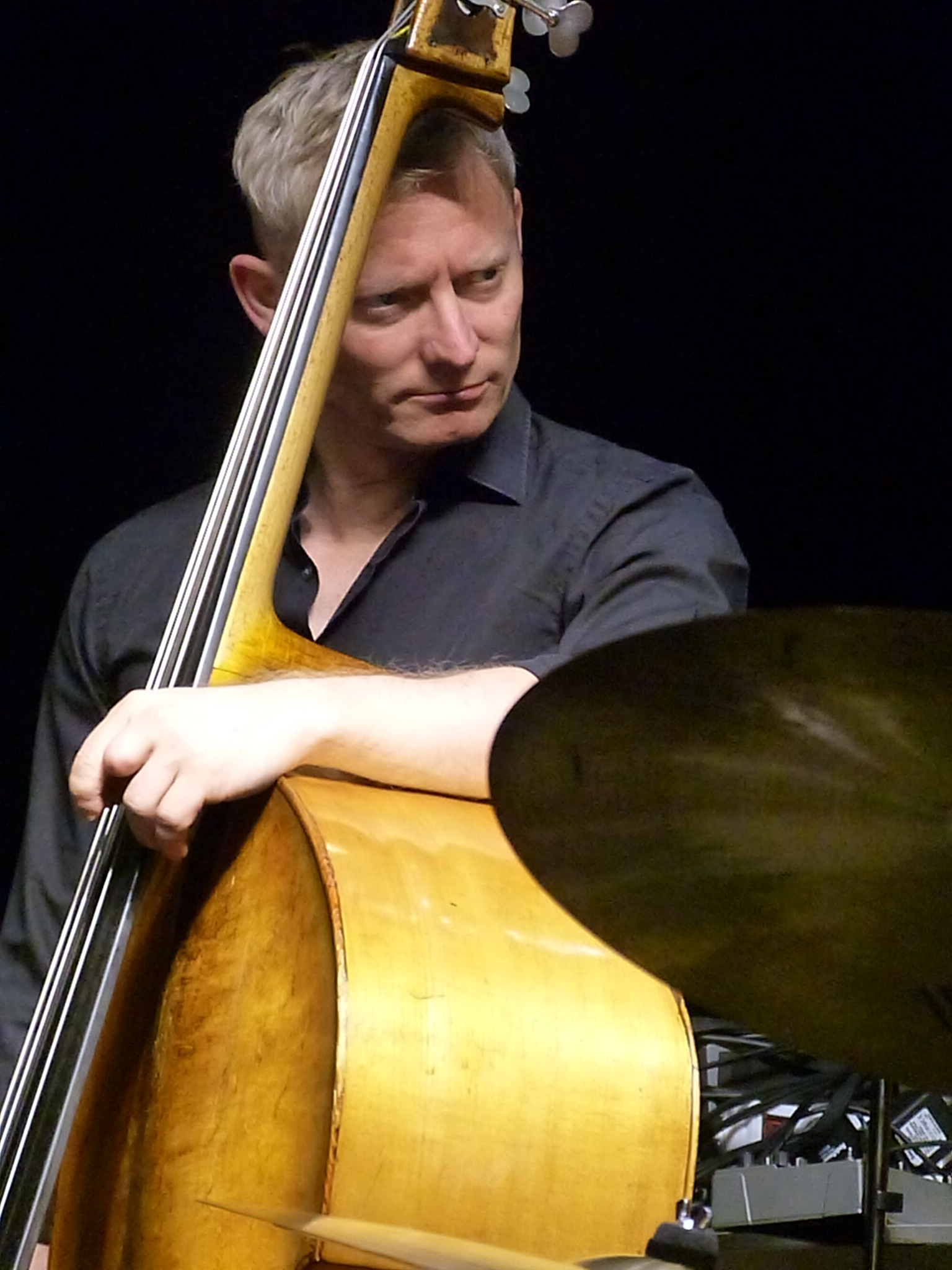
Markus Schieferdecker (2015)

Markus Schieferdecker (* 1972 in Nürnberg) ist ein deutscher Bassist des Modern Creative Jazz und Hochschullehrer.

## Leben und Wirken
Schieferdecker, dem in der Grundschule ein Musiklehrer zwei Jazzplatten schenkte, war bereits mit sieben Jahren von dieser Musik fasziniert. Er lernte zunächst Klarinette, dazu kamen Saxophon und Gitarre. Mit 15 Jahren wechselte er zum E-Bass, ein Jahr später auch an den Kontrabass. Mit 18 Jahren besuchte er als Jungstudent das Meistersinger-Konservatorium seiner Geburtsstadt. Zu dieser Zeit jammte er mit Frank Möbus, Rudi Mahall, Dejan Terzic und Lutz Häfner. Er studierte dann in Würzburg am Hermann-Zilcher-Konservatorium, um seine Studien an der Musikhochschule Köln bei Dieter Manderscheid und John Goldsby fortzusetzen. Von 1994 bis 1997 gehörte er zum Bundesjazzorchester unter Peter Herbolzheimer. Nach einem mit Auszeichnung abgeschlossenen Diplom erhielt er die Möglichkeit zum Aufbaustudium in der Meisterklasse, das er 2004 mit seinem Konzertexamen abschloss.
Schieferdecker gehört zum Sunday Night Orchestra, wo er auch mit Maria Schneider, mit Jerry Bergonzi und mit Benny Bailey arbeitete. 1995 holte ihn Albert Mangelsdorff ins Deutsch-Französische Jazzensemble. Auch spielte er in der Gruppe Old Friends und war an der letzten Fernsehaufzeichnung des Albert Mangelsdorff Quintetts im September 2004 aus dem Europapark Rust beteiligt. Weiter spielte er mit Clark Terry, Lee Konitz, Bob Malach, Alex Sipiagin, Tim Hagans, Vincent Herring, Martin Sasse, Hubert Winter, Julian & Roman Wasserfuhr sowie Bob Degen. Zudem gehörte er zur Munich Big Band, zum Summit Jazz Orchestra und zum Cologne Contemporary Jazz Orchestra. Zwischen 1995 und 2015 war er an den Aufnahmen für 23 Tonträger beteiligt, darunter Alben von Bob Degen, Allan Praskin, Lutz Häfner, Andreas Dombert, Elmar Brass, Regina Litvinova, Izabella Effenberg und Johannes Müller. 
Seit 2019 ist Schieferdecker Professor für Jazz-Kontrabass und E-Bass an der Hochschule für Künste Bremen.

## Preise und Auszeichnungen
1993 gewann Schieferdecker den Burghauser Jazzförderpreis und den Oberkochener Musikwettbewerb. In den nächsten Jahren wurde er bei den Jazz-Wettbewerben in Bilbao, Leverkusen, Brüssel und Leipzig ausgezeichnet.

## Diskographische Hinweise
- Sunday Night Orchestra Music Without Words (Double Moon, 2003)
- Norbert Gabla TangoJazzTrio (mit Helmut Nieberle; 2006)
- Stereo Society (mit Lutz Häfner, Rudi Mahall, Kevin Hays, Bill Stewart; Jazz4Ever, 2008)[3]
- Drei im roten Kreis: 16mm (mit Reiner Witzel, Christian Scheuber; Jazzsick, 2010)
- Michel Pilz/Bob Degen Quartet Tilly's Eyes (mit Peter Perfido; JazzHausMusik, 2011)
- Frankfurt Exploration: Blue Clouds (mit Valentín Garvie, Heinz Sauer, Bob Degen, Uli Schiffelholz; Unit Records 2016)
- Asteroid 7881: Standards (mit Wayne Escoffery, Xavier Davis, Joris Dudli; Rosenau Records, 2021)
- Schoenecker / Sasse / Schieferdecker: Trio Tales (JazzJazz 2022)[4]